# آيت المجدوب (آيت أوريبل)
آيت المجدوب هي إحدى مشيخات المملكة المغربية، تتبع جغرافيا لإقليم الخميسات وإداريًا لآيت أوريبل. يقدر عدد سكانها بـ 4234 نسمة حسب الإحصاء الرسمي للسكان والسكنى لسنة 2004.